# Pomník selského povstání roku 1775 u Chlumce nad Cidlinou
Bronzový pomník selského povstání roku 1775 se nalézá u silnice I.třídy  spojující Hradec Králové a Chlumec nad Cidlinou v okrese Hradec Králové. Bronzový pomník z roku 1937 je dílem akademického sochaře Jakuba Obrovského a je chráněn jako kulturní památka ČR. Národní památkový ústav tento pomník uvádí v katalogu památek pod rejstříkovým číslem ÚSKP 29077/6-631.

## Popis
Bronzová socha sedláka stojícího na kamenném podstavci byla zřízena na místě porážky vzbouřených sedláků při selském povstání v roce 1775. Povstání bylo poraženo na tomto místě, kde v minulosti býval velký rybník.
V upraveném parkovém prostředí, na trojúhelníkovitém pozemku, byl na umělé travnaté vyvýšenině vybudován pomník na paměť násilného potlačení selského protinevolnického povstání v Chlumci nad Cidlinou. Památník sestává z hranolového, kamennými deskami obloženého soklu, na jehož čelní straně je deska s reliéfním výjevem z venkovského života (znázorňující vlevo odpočívajícího mladíka s kosou, vpravo mladou ženu s děckem v náručí, vypouštějící holubici), dále z užšího hranolového podstavce se žulovým obkladem, na němž je postavena bronzová socha mladého sedláka v nadživotní velikosti, svírajícího v pravé ruce kosu a levou rukou stínícího si oči. Na soklu je nápis: NA VĚČNOU PAMĚŤ SELSKÉHO POVSTÁNÍ, NEOHROŽENÝM SEDLÁKŮM REBELŮM, KTEŘÍ ZDE POLOŽILI SVOJE ŽIVOTY, ZA LIDSKÁ PRÁVA A SVOBODU SVÉHO NÁRODA
Pomník měl být slavnostně odhalen v neděli 11. září 1938 u příležitosti 90. výročí zrušení roboty, za účasti prezidenta republiky Edvarda Beneše, předsedy vlády Milana Hodžy či poslance Rudolfa Berana. Kvůli vývoji politické situace se ale nakonec slavnost nekonala.

## Cesta
Vyšli se z Krkonoš, s cílem zrušit nevolnictví. Došli až k Chlumci nad Cidlinou, kde byli nahnáni armádou do rybníka , který se zde již nenachází. 

## Galerie

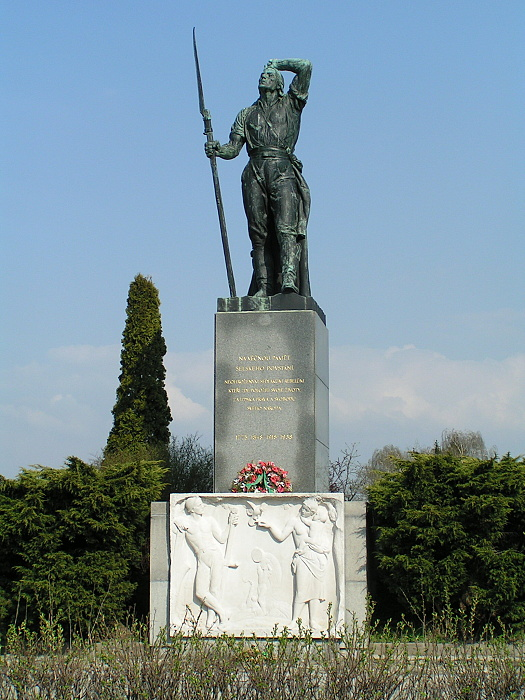
Pomník selského povstání r. 1775 (Chlumec nad Cidlinou)
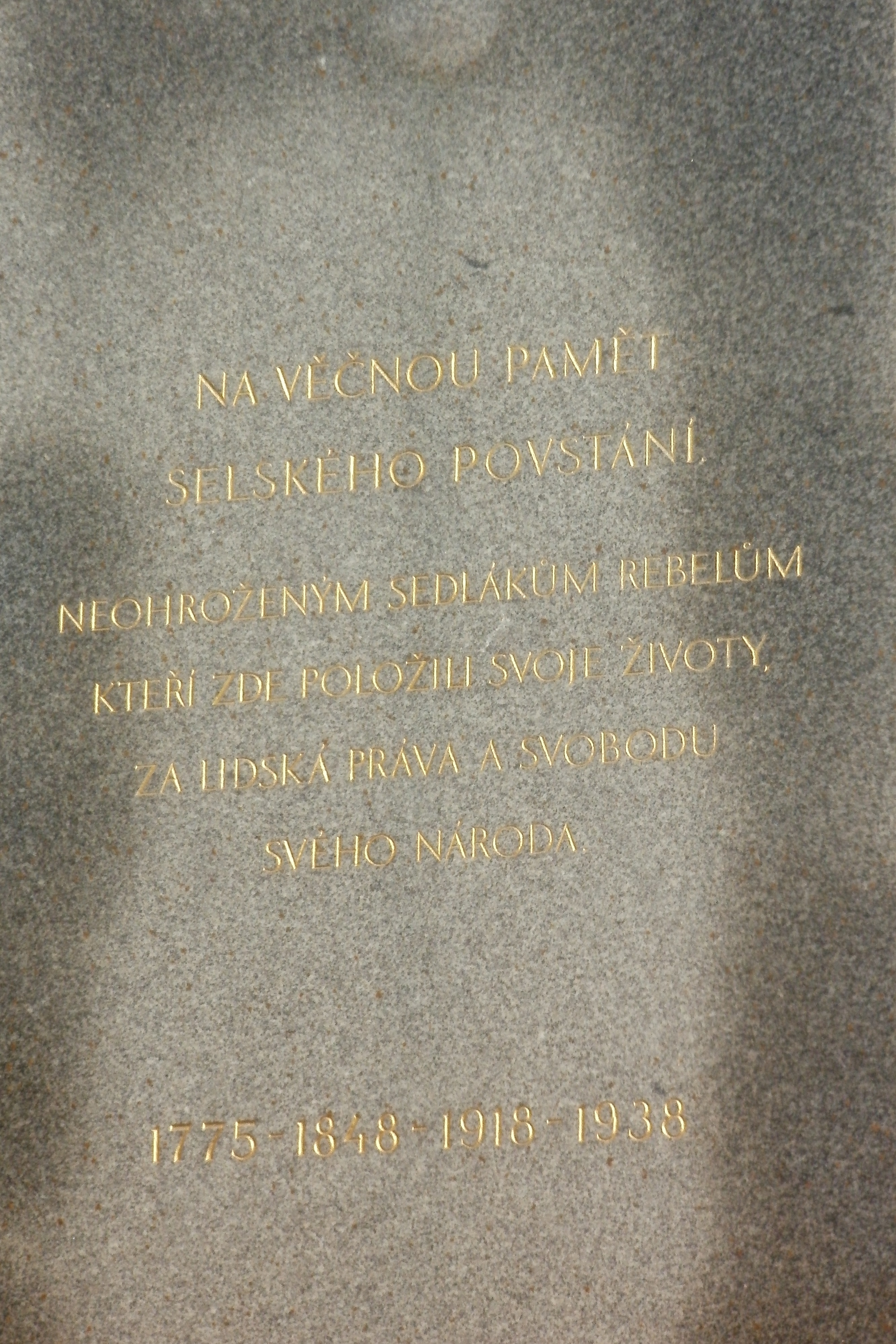
Pomník selského povstání r. 1775 (Chlumec nad Cidlinou)
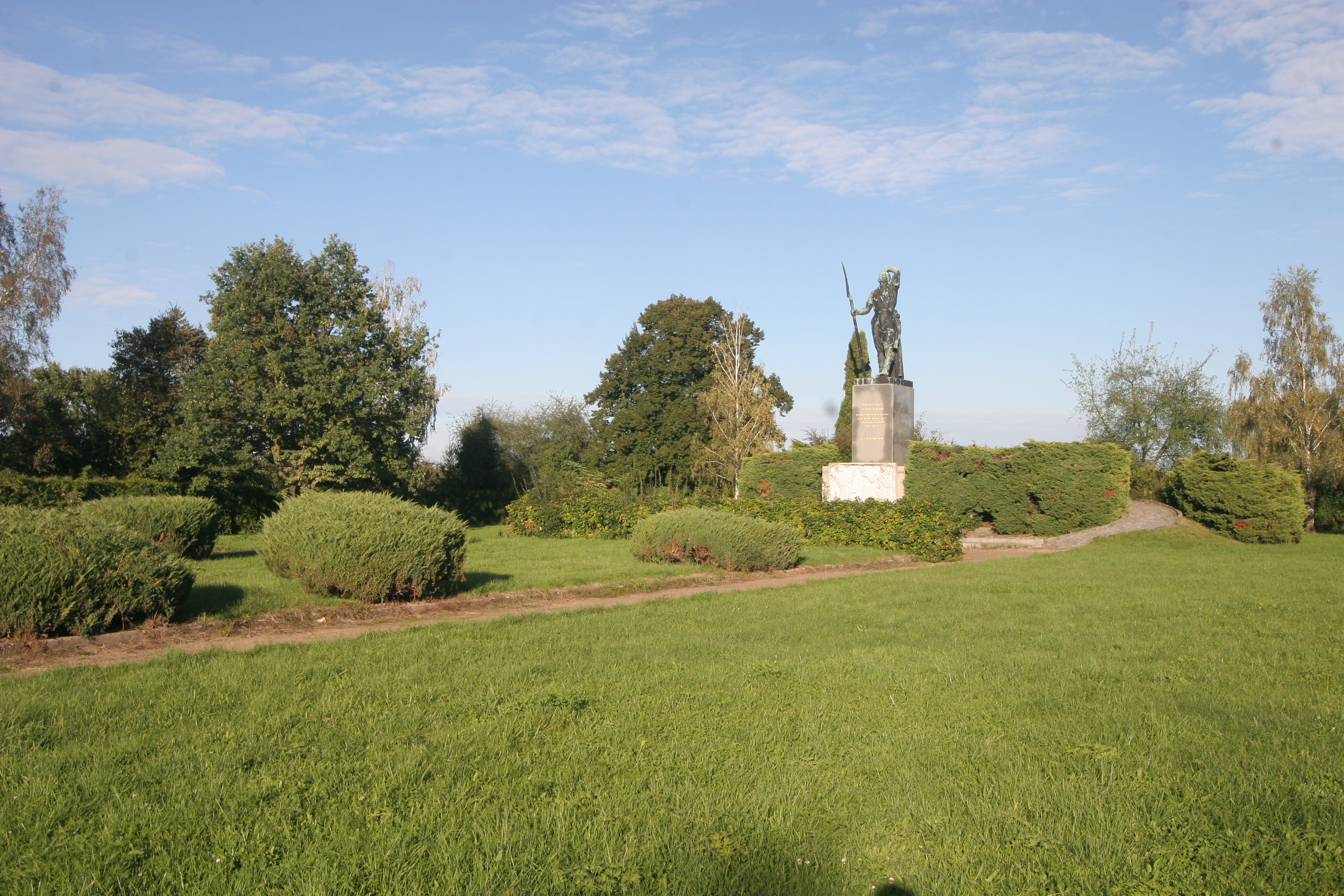
Pomník selského povstání r. 1775 (Chlumec nad Cidlinou)